# Leipochlida spreta
Leipochlida spreta is een vlinder uit de familie van de sikkelmotten (Oecophoridae). De wetenschappelijke naam van de soort werd in 1920 als Chezala spreta gepubliceerd door Edward Meyrick.